# Serdar Kulbilge
Serdar Kulbilge (* 7. Juli 1980 in Hayrabolu, Tekirdağ) ist ein ehemaliger türkischer Fußballtorhüter.

## Karriere

### Verein
Kulbilge begann 2003 seine Profikarriere beim türkischen Meister 2009–2010 Bursaspor, wo er schon einige Jugendmannschaften durchlaufen hatte. Zur Saison 2005/06 wechselte er zu Fenerbahçe nach Istanbul. Bereits in der zweiten Spielzeit bei den Istanbulern konnte er mit der Mannschaft die Süper Lig gewinnen. Nachdem er sich mit den Blau-Gelben über eine Verlängerung seines Vertrags nicht einigen konnte, wechselte er ablösefrei zu Kocaelispor. Es folgten Gençlerbirliği Ankara und Boluspor.
Im Sommer 2013 wechselte er zum Erstligisten Gaziantepspor und spielte für diesen eine Saison lang. Ein Jahr später zog er zum Zweitligisten Adana Demirspor weiter. In der Winterpause 2014/15 wechselte er innerhalb der TFF 1. Lig zu Kayserispor. Mit diesem Klub erreichte er zum Saisonende die Zweitligameisterschaft und den Aufstieg in die Süper Lig. Nach diesem Erfolg wechselte er zum Zweitligisten Elazığspor.
Zur Saison 2017/18 wechselte er zum Istanbuler Drittligisten Sarıyer SK, wo er nach dieser Saison seine Karriere beendete.

### Nationalmannschaft
Kulbilge startete seine Nationalmannschaftskarriere im Juni 1998 mit einem Einsatz für die türkische U-18-Nationalmannschaft. Nach dieser Begegnung spielte er ein weiteres Mal für die türkische U-18. 1999 absolvierte er dann eine Partie für die türkische U-19-Nationalmannschaft.
2004 begann er dann für die türkische A2-Nationalmannschaft, der zweiten Auswahl der türkischen Nationalmannschaft.
Am 22. August 2007 debütierte Kulbilge schließlich im Freundschaftsspiel gegen Rumänien in der A-Nationalmannschaft. Obwohl er danach des Öfteren im Kader der türkischen Nationalmannschaft war, wurde er für die Europameisterschaft 2008 in Österreich und der Schweiz nicht berücksichtigt.

## Erfolge
Mit Fenerbahçe Istanbul
- Türkischer Meister: 2006/07
- Türkischer Supercup-Sieger: 2007

Mit Kayserispor
- Meister der TFF 1. Lig und Aufstieg in die Süper Lig: 2014/15